# Tricholaena teneriffae
Tricholaena teneriffae là một loài thực vật có hoa trong họ Hòa thảo. Loài này được (L.f.) Link miêu tả khoa học đầu tiên năm 1829.